# Dufourea alpina
Dufourea alpina är en biart som beskrevs av Morawitz 1865. Dufourea alpina ingår i släktet solbin, och familjen vägbin. Inga underarter finns listade i Catalogue of Life.